# Stipa karataviensis
Stipa karataviensis är en gräsart som beskrevs av Roman Julievich Roshevitz. Stipa karataviensis ingår i släktet fjädergrässläktet, och familjen gräs. Inga underarter finns listade i Catalogue of Life.